# 한준희
한준희(韓俊喜, 1970년 6월 5일 ~ )는 대한민국의 축구 해설가이다. 현재 쿠팡플레이에서 축구 해설위원을 맡고 있다. (롤 티어는 언랭이다)

## 생애
1970년 서울에서 태어난 한준희는 7살이던 1976년 차범근이 출전한 대통령컵 말레이시아전을 본 것을 계기로 축구광이 되었다. 학창시절 할렐루야 축구단과 대우 로얄스의 팬으로서 대한민국 축구를 챙겨보았고, TV에서 가끔 방송해주었던 분데스리가와 인터콘티넨탈컵을 빠짐없이 시청하며 해외축구를 섭렵했다. 1990년 서울대학교 해양학과에 입학하였고, 대학교 3학년때 과학철학에 심취한 그는 철학 교수를 꿈꾸며, 동 대학원에서 석사학위를 딴 후 박사학위를 따기 위해 미국 유학길에 오른다. 유학 중에도 틈틈이 폭스 방송을 통해 해외 축구를 즐겨보던 그는 취미로 인터넷 축구 커뮤니티인 사커라인에 칼럼을 올린 것이 계기가 되어 2002년 귀국 후 MBC ESPN의 축구해설가로 입문하게 된다. MBC ESPN에서 네덜란드 에레디비시와 잉글랜드 프리미어 리그 경기 해설을 맡으며 화면에 비친 사람 대부분의 신상정보를 읊는 신통한 정보력과 전문적인 전술 해설, 거기에 감초같은 샤우팅 중계가 더해져 축구팬들로부터 호평을 받았다. 2006년 독일 월드컵을 앞두고 각 지상파 방송국에서는 축구 해설위원을 충원하였는데, MBC ESPN에서 해외 축구를 중계하던 3인방 중 한준희는 KBS로, 서형욱은 MBC 지상파로, 박문성은 SBS로 각각 스카웃되었다. 2005년부터 KBS에 몸담은 한준희는 월드컵, UEFA 유럽 축구 선수권 대회, K리그부터 유소년 축구, 대학 축구, 실업 축구, 여자 축구 등 다양한 축구경기를 중계하며 대한민국 최고의 해설위원 중 하나로 자리매김하였다. 또한 어렸을적 롯데 자이언츠를 좋아했었다. 당시 롯데가 실업야구 때부터 좋아했다고 한다.

## 학력
- 서울대학교 지구환경과학부 해양학 학사
- 서울대학교 대학원 과학사 및 과학철학 협동과정 석사
- 미국 매사추세츠 대학교 애머스트 과학철학 박사과정 중퇴

## 경력
- 축구 웹진 사커라인 운영자
- 전 MBC ESPN 축구 해설위원 종료
- 전 KBS/ KBS N SPORTS 축구 해설위원 (2006년 ~ 2022년)
- 현 아주대학교 스포츠레저학부 겸임교수
- 현 SPOTV 축구 해설위원 (2019년~ 현재)
- 스포츠 종합 정보 사이트 브이토토 애널리스트
- 헬로 풋볼 캠페인 명예위원
- 해피선데이 - 2008 스쿨림픽
- 현 쿠팡플레이/ 쿠팡플레이 축구 해설위원 (2023년 ~)

## 수상
- 헬로! 풋볼 팬즈 어워즈 베스트 해설자

## 방송
- KBS 2TV : 《비바! K리그》
- KBS 인터넷방송 : 《이광용의 옐로우카드》
- 《한준희, 장지현의 원투펀치》
- KBS 2TV : 《남자의 자격》
- KBS 2TV : 《따봉 월드컵》
- tvN : 《금요일 금요일밤에》 (2020년)